# Reason (tijdschrift)
Reason is een maandelijks verschijnend Amerikaans tijdschrift van libertarische signatuur. Reason werd opgericht in 1968 door studenten van de Universiteit van Boston. Het tijdschrift, dat een oplage van 60.000 heeft en internationaal verkrijgbaar is, wil naar eigen zeggen een lans breken "voor vrijheid en individuele keuze in alle gebieden van menselijke activiteit". Reason wordt uitgegeven door de Reason Foundation, een onafhankelijke not-for-profit-organisatie.